# Bülstedt
Bülstedt är en kommun i Landkreis Rotenburg i förbundslandet Niedersachsen i Tyskland. Kommuen bildades 1929 genom en sammanslagning av Altenbülstedt och Neuenbülstedt. Kommunen Steinfeld uppgick i kommunen den 1 mars 1974.
Kommunen ingår i kommunalförbundet Samtgemeinde Tarmstedt tillsammans med ytterligare sju kommuner.